# Songpan
Songpan, också känt som Sungchu, är ett härad i Ngawa, en autonom prefektur för tibetaner och qiang-folket i Sichuan-provinsen i sydvästra Kina. Det ligger omkring 220 kilometer norr om provinshuvudstaden Chengdu.
Orten är känd för det världsarvsskyddade området Huanglong.